# Richard Lester Guilly
Richard Lester Guilly SJ (ur. 6 lipca 1905 w Glasgow, zm. 7 czerwca 1996) – brytyjski duchowny rzymskokatolicki działający w Gujanie. W latach 1956–1972 biskup Georgetown. Jezuita i ojciec soborowy. 

## Życiorys
Urodził się 6 lipca 1905 w Szkocji.
6 września 1938 został wyświecony na prezbitera Towarzystwa Jezusowego. 18 lipca 1954 mianowany wikariuszem apostolskim Gujany Brytyjskiej oraz biskupem tytularnym Adraa. Sakrę otrzymał 24 października tego samego roku z rąk abp Luigi Raimondi. 
29 lutego 1956 wikariat apostolski Gujany Brytyjskiej został podniesiony do rangi diecezji oraz otrzymał nową nazwę - Georgetown. Brał udział jako ojciec soborowy we wszystkich 4 sesjach II Soboru Watykańskiego. Na emeryturę przeszedł 12 sierpnia 1972. Zmarł w wieku prawie 91 lat.